# Leeaceae
Leeaceae é uma família da plantas dicotiledóneas. Segundo Watson & Dallwitz ela compreende 70 espécies repartidas num único género:
- Leea

O sistema APG II não contém esta família: as plantas em causa estão colocadas nas Vitaceae

## Ligações exeternas
- (em inglês) Leeaceae  em L. Watson and M.J. Dallwitz (1992 onwards). The families of flowering plants: descriptions, illustrations, identification, and information retrieval. Sur http://delta-intkey.com
- «Leeaceae  (DC.) Dumort.» (em inglês). ITIS (www.itis.gov)
- GRIN : família Leeaceae  Dumort.  (em inglês)